# Chip Peterson
Chip Peterson (Estados Unidos, 3 de diciembre de 1987) es un nadador estadounidense especializado en pruebas de larga distancia en aguas abiertas, donde consiguió ser campeón mundial en 2005 en los 10 kilómetros en aguas abiertas.

## Carrera deportiva
- En el Campeonato Mundial de Natación de 2005 celebrado en Montreal (Canadá), ganó la medalla de oro en los 10 kilómetros en aguas abiertas, con un tiempo de 1:46:38,1 segundos, por delante del alemán Thomas Lurz y del búlgaro Petar Stoichev; y también ganó la plata en los 5 kilómetros con un tiempo de 51:18 segundos, tras el alemán Thomas Lurz.

- Al año siguiente, en el Campeonato Mundial de Natación en Aguas Abiertas de 2006 celebrado en Nápoles ganó la plata en los 5 kilómetros aguas abiertas, con un tiempo de 1:04:32 segundos, de nuevo tras el alemán Thomas Lurz.